# Wilhelm Hofmeister

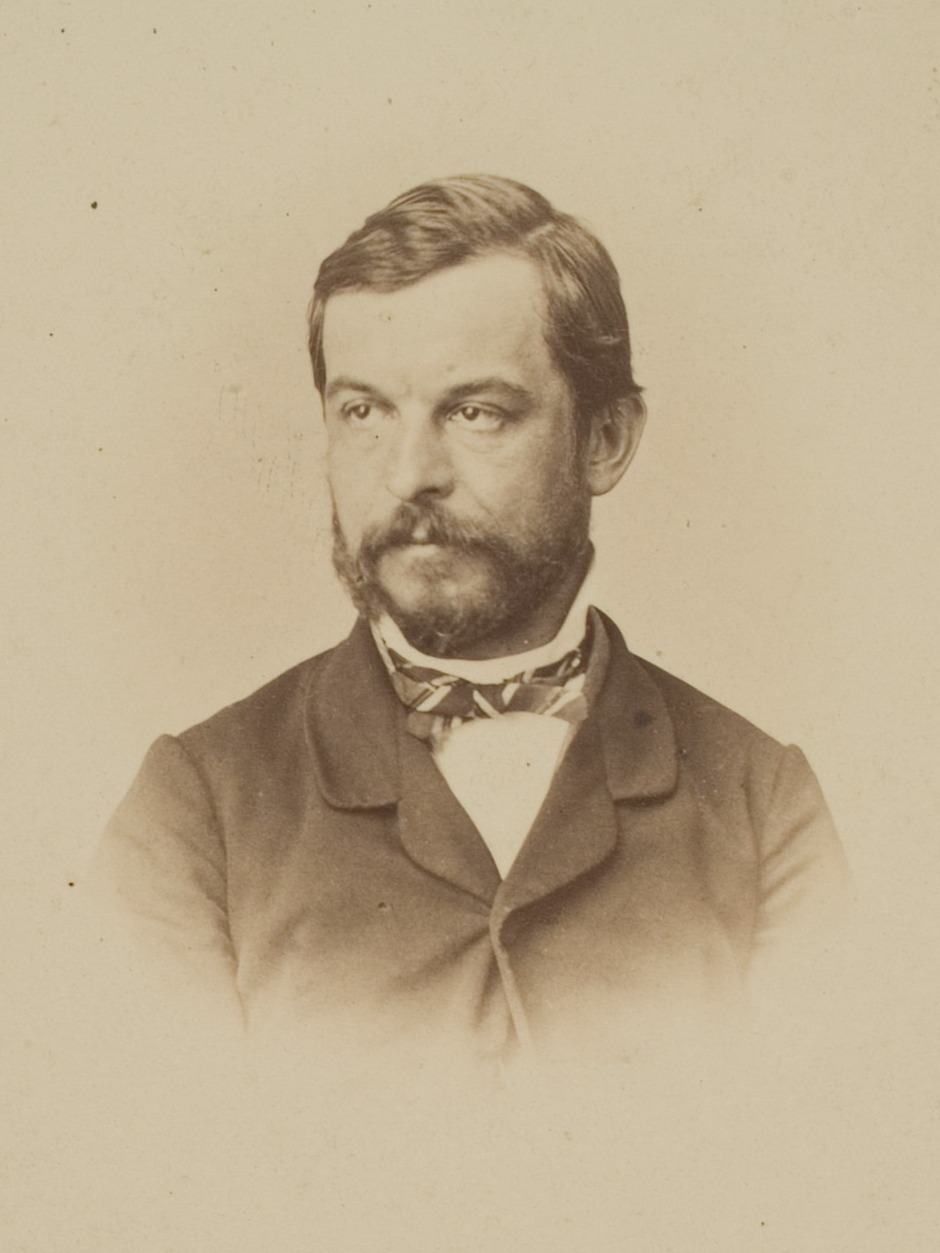
Wilhelm Hofmeister

Wilhelm Friedrich Benedikt Hofmeister (Leipzig, 18 mei 1824 - Lindenau, 12 januari 1877) was een Duitse botanicus en hoogleraar. Hofmeister onderkende als eerste de overeenkomst in de generatiewisseling van mossen (en verwanten), varens en zaadplanten. Zijn formele botanische auteur afkorting is "Hofmeist.".

## Biografie
Hofmeister was de zoon van een uitgever en verkoper van boeken en muziek in Leipzig. Hij verliet de school op de leeftijd van 15 en ging in de leer bij een boekhandel in Hamburg via een kennis van zijn vader. Hij deed het grootste deel van zijn onderzoek in zijn vrije tijd, grotendeels 4 tot 6 uur in de ochtend alvorens te gaan werken. Hij was 27 toen hij zijn baanbrekende monografie publiceerde over de generatiewisseling van planten. Vanaf 1863 was hij werkzaam als hoogleraar. Dat was aan de Universiteit van Heidelberg. In 1872 verhuisde hij naar de Universiteit van Tübingen.
Hofmeister wordt algemeen erkend voor de ontdekking van generatiewisseling als een algemeen principe in het plantenleven. Zijn voorstelling van de afwisseling tussen haploïde en diploïde fasen vormde een verenigende theorie van evolutie van planten. Deze werd gepubliceerd in 1851, acht jaar voor Darwins On the Origin of Species.
Hofmeister was een vroege onderzoeker van de genetica bij planten. Hij wordt geciteerd voor de eerste onderzoekingen aan de embryologie van planten. Volgens C.D. Darlington had Hofmeister reeds in 1848 in een delende celkern waargenomen wat later chromosomen zou worden genoemd. Hij maakte gedetailleerde schetsen, die zijn overgenomen in Darlington's The Facts of Life, al was hij niet de eerste om ze te observeren.
In 1869 werd Hofmeister verkozen tot buitenlands lid van de Koninklijke Zweedse Academie van Wetenschappen.
De bijdragen Hofmeister aan de biologie worden nog verre van algemeen erkend. Dit kan deels worden toegeschreven aan het feit dat slechts een van zijn werken werden vertaald van Duits naar Engels. Echter, Kaplan & Cooke concluderen dat "zijn reputatie werd verduisterd omdat hij zo ver voor op zijn tijdgenoten dat niemand zijn werk kon begrijpen of waarderen".

## Bevruchting van angiospermen
In zijn eerste werk: "Über den Vorgang der geschlechtlichen Befruchtung der Phanerogamen" (1847) hield Hofmeister zich bezig met de in het midden van de 19e eeuw controversiële onderwerp, wat er zich daadwerkelijk afspeelde bij de bevruchting van bedektzadigen. Het was bekend dat de stuifmeelkorrels op het stigma gebracht moeten worden en dat de stuifmeelkorrel niet als geheel het ovarium bereikt, maar dat de stuifmeelbuizen naar de eitjes groeien. Dit werd in 1830 herkend door Giovanni Battista Amici. Matthias Jacob Schleiden stelde de theorie op dat de binnengroeiende stuifmeelbuis alleen verantwoordelijk was voor de ontwikkeling van het embryo. Bij deze mening sloten zich ook Franz Unger en Hermann Schacht aan. Hofmeister toonde in dit werk en in "Die Entstehung des Embryos der Phanerogamen" (1849) bij vertegenwoordigers van de Onagraceae aan dat de vrouwelijke eicel zich ontwikkelt tot het embryo. Hij nam ten onrechte aan dat het bevruchtende materiaal zich door osmose door de pollenbuis van het stuifmeel naar de eicel werd getransporteerd. Het binnendringen van de mannelijke kern in de eicel kon met de toenmalige microscopische technieken niet worden waargenomen.

## Generatiewisseling bij landplanten
De grootste wetenschappelijke prestatie van Hofmeister was de opheldering van de generatiewisseling van landplanten: van de mossen, de varens en de naaktzadigen. De mannelijke en vrouwelijke voortplantingsorganen van de mossen en varens, de antheridia en archegonia, werden in 1848 ontdekt en beschreven. Maar de samenhangen waren nog niet bekend.
Hofmeister herkende de breuk in de ontwikkeling van planten tijdens de overgang van gametofyt naar sporofyt. Zo zag hij de homologie van de groene mosplant en het prothallium van varens, en van het sporenkapsel van mossen (voet, kapselsteel en sporangium) met hele varenplanten. In een boekbespreking in 1850 gebruikte hij voor dit proces voor het eerst het woord generatiewisseling, een term die voorheen alleen werd gebruikt in de zoölogie.
In een voetnoot van zijn werk van 1849 Hofmeister presenteerde hij ook de uitbreiding van deze homologie met de coniferen (naaldbomen). Hij merkte op dat de coniferen te vergelijken zijn met de heterospore varens.

## Plantenfysiologie
Na 1857 wendde Hofmeister zich tot plantenfysiologie. Hij werkte bijvoorbeeld op de opstijging van sappen in planten, op bewegingsverschijnselen en veranderingen van richting van plantendelen, over de waterspanning in weefsels en over de wetten van de groei van de stengels en bladeren door het zich wetmatig delen van apicale meristeemcellen. Hij bestudeerde de fyllotaxis (bladstand) en de evolutionaire geschiedenis van de bloemen. In de jaren zestig van de achttiende eeuw kwam Hofmeister tot de hypothese, de zogenaamde Hofmeister-hypothese, dat nieuwe primordia ontstaan op een zo groot mogelijk afstand van de andere reeds bestaande primordia.
Sinds 1865 was Hofmeister met Heinrich Anton de Bary, Johann Friedrich Thilo Irmisch en Julius Sachs een "Handbuch der physiologischen Botanik" uit in wat hij omschrijft als het eerste deel van de "Lehre von der Pflanzenzelle" en de "Allgemeine Morphologie der Gewächse" (1867 -1868) schreef.